# San Francisco, Ocosingo
San Francisco är en ort i Mexiko.   Den ligger i kommunen Ocosingo och delstaten Chiapas, i den sydöstra delen av landet, 900 km öster om huvudstaden Mexico City. San Francisco ligger 1 096 meter över havet och antalet invånare är 395.
Terrängen runt San Francisco är kuperad. Runt San Francisco är det glesbefolkat, med 16 invånare per kvadratkilometer. Närmaste större samhälle är Las Tazas, 14,7 km nordväst om San Francisco. I omgivningarna runt San Francisco växer i huvudsak städsegrön lövskog.